# 庾冰
庾冰（296年—344年12月29日），字季堅，潁川鄢陵（今河南鄢陵）人。東晉官員，中書令庾亮之弟。王導死後以中書監身份在內朝掌權，亦促成晉成帝傳位給弟弟晉康帝，以鞏固庾氏勢力。及後出鎮江州。

## 生平
庾冰早年已受重視，曾受司徒府辟命但不應，後被徵為祕書郎。後因參與永嘉五年（311年）討伐江州刺史華軼的行動而封都鄉侯。後來司徒王導請庾冰為司徒左長史，後來出任吳國內史。
咸和二年（327年），歷陽內史蘇峻拒絕朝廷徵召並起兵進攻建康，引發蘇峻之亂。至次年蘇峻攻破建康，亦派兵進攻吳國。庾冰不敵，於是棄郡而逃奔會稽。當時蘇峻正懸紅追緝庾冰，吳國鈴下卒則在浙江以船載庾冰，並以竹蓆覆蓋，帶他南下會稽。
王導不久秘密地宣太后詔諭通告三吳吏士，請他們起兵勤王。會稽內史王舒於是以庾冰行奮威將軍，領一萬兵西渡錢塘江。而虞潭、新任吳國內史蔡謨和前義興太守顧眾等都嚮應，蔡謨更以庾冰本為吳國內史而讓位。蘇峻知道三吳的東軍起兵後便派張健、管商等人抵抗。庾冰後來與張健相拒，因張健兵多，眾將都不敢進擊，庾冰則率兵眾擊敗張健，並乘勝西進，兵臨建康。當時蘇峻已死，溫嶠等人所領的西軍正要進攻領導蘇峻餘眾的蘇逸所佔據的石頭城並救晉成帝，庾冰亦派司馬滕含一同進攻，並與諸軍成功擊破。
蘇峻之亂平定後，庾冰以高功勳而封新吳縣侯，但庾冰不受。後庾冰出任振威將軍、會稽內史。咸康五年（339年），丞相王導逝世，庾冰入朝任中書監、揚州刺史、都督揚豫兗三州軍事、征虜將軍、假節。當時庾冰受到朝野寄予厚望，庾冰上任後亦不分日夜處理政事，而且提拔後進，敬重當朝賢士，時人都他為賢相。及後庾冰又整理戶籍，查出萬多名本記錄的人，充實人口，增加軍資供應。
咸康八年（342年），晉成帝病重。當時年僅二十二歲的晉成帝已有司馬丕和司馬奕兩名皇子，但仍是嬰兒，庾冰自以為庾氏兄弟掌權已久，怕成帝之子繼位後會因與皇帝血緣變疏而被離間，失去權力。於是常常向成帝說東晉仍有強大外族政權，應該立年長的君主，並建議由成帝弟琅邪王司馬岳繼位。成帝最終答允。及後庾冰與中書令何充、武陵王司馬晞、會稽王司馬昱和尚書令諸葛恢被任命為顧命大臣輔政，庾冰進號左將軍。同年成帝逝世，司馬岳（晉康帝）繼位，庾冰進車騎將軍。庾冰以權力正盛而感到懼怕，於是多次請求出鎮。至建元元年（343年），庾冰弟，安西將軍庾翼有北伐志向，更聯結前燕和前涼，意圖分別進攻後趙和成漢，並且請轉鎮襄陽，預備攻打後趙。庾冰於是以車騎將軍都督江荊寧益梁交廣七州豫州之四郡軍事、領江州刺史、假節鎮武昌，作為庾翼後援。
次年，康帝逝世。太子司馬聃繼位，即晉穆帝，並由母親褚蒜子以皇太后身份臨朝。禇太后同時徵召庾冰入朝輔政，庾冰則因病而辭讓。十一月庚辰日（12月29日），庾冰逝世，享年四十九歲。冊贈侍中、司空，諡忠成。獲祠以太牢之禮。

## 性格特徵
- 庾冰雅素垂風，獲得世人重視之餘亦被庾亮視為庾氏之寶。同時天性清廉謹慎，以儉約自居，一次兒子庾襲借了十匹官絹，庾冰知道後大怒，打了他以後將絹布都送回官府。儉約之風至臨死仍堅持，遺命長史江虨要節葬。死後家無妾侍婢女，亦無物資產業，得到當時人的讚許。

## 後代

### 子女
- 庾希，官至北中郎將、徐兗二州刺史。晉廢帝被廢後，庾氏兄弟被當朝權臣桓溫誣陷，庾希出逃。及後於京口反桓溫而起兵，不久兵敗被殺。
- 庾襲，庾冰子。
- 庾友，字惠彥，小字玉臺[3]，東陽郡太守。庾氏被桓溫所誣時因庾友兒子娶了桓祕女[4]，故此庾友一支倖免於禍。
- 庾蘊，廣州刺史，庾氏被誣時飲毒酒而死。子孫則獲倖免於難。
- 庾倩，字少彥，小名倪[5]，太宰長史。有才器但被桓溫所忌，及後被桓溫所誣而被殺
- 庾邈，會稽王參軍。與庾希一同被殺。
- 庾柔，散騎常侍。被桓溫所誣而被殺
- 女庾道憐，嫁晉廢帝司馬奕。司馬奕登位後獲封為皇后，但即位當年就逝世。後司馬奕被廢為海西公，庾道憐亦貶為海西公夫人。

### 孫
- 庾宣，一作庾叔宣，字弘之，庾友長子[6]
- 庾廓之，庾蘊子[7]

### 曾孫
- 庾登之，庾廓之子[8]

### 六世孫
- 庾沙彌，南朝梁人[9][10]
- 庾仲容[11]

## 延伸阅读
[在维基数据编辑]
 《晉書·卷073》，出自房玄齡《晉書》